# هاپکینز ال. تورنی
هاپکینز ال. تورنی (به انگلیسی: Hopkins L. Turney) سناتور سابق عضو حزب دموکرات ایالات متحده آمریکا بود. وی در سال ۱۸۴۵ تا ۱۸۵۱ میلادی سناتور ایالت تنسی در سنای ایالات متحده آمریکا بود.